# Walden (Vermont)
Walden es un pueblo ubicado en el condado de Caledonia en el estado estadounidense de Vermont. En el año 2010 tenía una población de 935 habitantes y una densidad poblacional de 9,25 personas por km².

## Geografía
Walden se encuentra ubicado en las coordenadas 44°28′48″N 72°14′46″O / 44.48000, -72.24611.

## Demografía
Según la Oficina del Censo en 2000 los ingresos medios por hogar en la localidad eran de $37,500 y los ingresos medios por familia eran $40,625. Los hombres tenían unos ingresos medios de $29,625 frente a los $21,875 para las mujeres. La renta per cápita para la localidad era de $17,253. Alrededor del 7.8% de la población estaban por debajo del umbral de pobreza.